# Idiotteatern
Idiotteatern är en musik- och teatergrupp från Göteborg, som blandar visor av bland andra Allan Edwall, Ruben Nilson och Dan Andersson med sketcher, berättelser och monologer. Namnet syftar på ordet "idiot" i en positiv mening, som personifierandet av en solitär som går sin egen väg.
Gruppen bildades i början av 2000-talet och har efter vissa uppehåll återkommit med diverse framträdanden. 
Medlemmarna är Gunnar Källström, Karl Gunnar Malm, Dan Viktor Andersson, samt Petter Ericsson. De förstnämnda tre spelar gitarr och sjunger, Petter spelar kontrabas och slagverk. Karl Gunnar Malm framför dessutom berättelser och monologer.

## Diskografi
- Slarvigt men mänskligt (2003)[4]